# آکادمی علوم لتونی
آکادمی علوم لتونی (لتونیایی: Latvijas Zinātņu akadēmija) آکادمی علوم رسمی لتونی و انجمنی متشکل از بهترین دانشمندان این کشور است. این آکادمی در شهر ریگا واقع شده است. اویارس اسپاریتیس رئیس کنونی این آکادمی است.

## ساختمان
ساختمان آکادمی علوم لتونی پس از جنگ جهانی دوم و بین سال‌های ۱۹۵۱ و ۱۹۶۱ ساخته شد. این عمارت نخستین آسمان‌خراش در جمهوری سوسیالیستی لتونی شوروی بود.